# Gian Carlo Testoni
Gian Carlo Testoni (Bologna, 16 febbraio 1912 – Tonfano, 19 luglio 1965) è stato un paroliere e giornalista italiano.
È entrato nella storia della musica leggera come uno degli autori del testo della prima canzone vincitrice di un Festival di Sanremo, la celebre Grazie dei fior cantata da Nilla Pizzi; è inoltre considerato, per la sua attività, uno dei padri del jazz italiano.
Ha lavorato come giornalista professionista e ha pubblicato numerosi libri di narrativa per ragazzi e due libri di poesie, numerosissimi radiodrammi. Ha lasciato una biografia incompiuta di Händel.

## Biografia

### Gli inizi: il jazz e ilCircolo del Jazz Hotdi Milano
Nipote del commediografo e poeta bolognese Alfredo Testoni e padre del compositore Giampaolo Testoni, si trasferisce ancora bambino con la famiglia a Milano, dove si laurea in giurisprudenza ed in scienze politiche ed inizia l'attività di giornalista.

È un grande appassionato di jazz e segue le prime orchestre che nella città lombarda suonano questa nuova musica: nel 1935, a soli 23 anni, è il fondatore insieme al pianista Ezio Levi del Circolo del Jazz Hot di Milano, uno dei primi in Italia, situato in Galleria del Corso e nato nonostante l'opposizione del regime fascista a questo tipo di musica.

All'inizio dell'attività si aggregano al Junior circle, un'associazione già esistente costituita da alcuni giovani inglesi residenti in Lombardia, per rendersi ben presto indipendenti.

I due devono preparare uno statuto, e sottoporre il testo all'approvazione della Questura per ottenere l'autorizzazione per l'apertura: ma il funzionario, leggendo all'articolo 3 la frase «Il principale scopo dell'Associazione è quello di svolgere un'attività capace di servire il Jazz Hot in Italia», rimane perplesso, e qualche mese dopo verrà pubblicato un articolo su Il Popolo d'Italia in cui viene stigmatizzata questa musica proveniente dall'estero, «musica di selvaggi nata in un paese demo-plutocratico».

Levi e Testoni sono i promotori, nel loro circolo, del primo concerto di jazz italiano, cioè eseguito da musicisti italiani presentati nella locandina come musicisti jazz, tenutosi il 14 marzo 1936: Impallomeni alla tromba, Cottiglieri al sax tenore, Gallone al clarino e al sax baritono, lo stesso Levi al piano e D'Elia al contrabbasso.

Testoni inoltre inizia anche a collaborare con la rivista francese Jazz hot, fondata nel 1935 da Charles Delaunay (figlio dei pittori Robert e Sonia Delaunay) e dal critico Hugues Panassié, scrivendo articoli e recensioni; pubblica inoltre Introduzione alla vera musica jazz, scritto insieme a Levi, il primo studio su questa musica pubblicato in Italia.

Il circolo dà anche il patrocinio per l'incisione di alcuni dischi a 78 giri di musicisti del loro giro; la chiusura delle attività avviene nel 1938, sia per le difficoltà riscontrate, sia per la chiamata al servizio militare di Testoni.

Anche quando con la sua attività di paroliere avrà ottenuto il successo, il jazz resta sempre la sua passione: nel luglio del 1945 è il fondatore della storica rivista Musica Jazz, alla quale chiama a collaborare Arrigo Polillo con cui, nel 1954, scriverà la prima Enciclopedia del Jazz mai pubblicata al mondo (la prima edizione di quella, celeberrima, di Leonard Feather è di due anni posteriore).

### Paroliere
Testoni, entrato comunque nel mondo musicale, decide di iniziare l'attività di paroliere, e nel 1939 riesce a contattare il maestro Cosimo Di Ceglie, che mette in musica un suo testo, Bionde e brune.

Inizia quindi a collaborare con colleghi come Mario Panzeri e Nisa, ottenendo una prima affermazione con Cara Giuseppina.

Dopo la pausa forzata per la guerra, riprende l'attività nel 1945; in questo periodo alcuni suoi testi vengono portati al successo da Natalino Otto (Disperazione mia,con musica di Enzo Ceragioli, e Sera romantica) e da Caterinetta Lescano (La barca dei sogni).

Ma i suoi due testi più noti di questi anni sono Amore baciami, su musica di Carlo Alberto Rossi, incisa nel 1947 da Lidia Martorana, e In cerca di te, su musica di Eros Sciorilli, interpretata nel 1945 da Nella Colombo ma reincisa anche da moltissimi artisti, tra cui anche Mariangela Melato.

### Grazie dei fiori
Nel 1950 invia un suo testo, scritto insieme a Mario Panzeri, al maestro Saverio Seracini, che dopo aver scritto la musica lo incarica di trovare una casa editrice per affidarla a qualche cantante: tutti i tentativi fatti da Testoni, però, falliscono.

Dopo qualche mese, però, ha modo di leggere il bando per la partecipazione al primo Festival di Sanremo, e decide di inviare la canzone, che la commissione di lettura decide di accettare e di affidare a Nilla Pizzi: inaspettatamente la canzone, che è di proprietà degli autori, arriva al primo posto, ed il disco a 78 giri inciso dalla cantante stabilisce il record di vendite fino a quel momento: ben trentaseimila copie.

Testoni, così, diventa uno dei più richiesti parolieri italiani.

### Il successo
L'anno successivo sono addirittura cinque i motivi scritti da lui che vengono accettati al Festival, ed anche se nessuno di essi riesce ad arrivare alla finale, la sua carriera continua con molti successi e soddisfazioni (tra cui un secondo posto a Sanremo nel 1959 con Io sono il vento, interpretata da Arturo Testa e Gino Latilla).
Nel 1955 vince la Mostra Internazionale di Musica Leggera di Venezia con la canzone Vecchia Europa, cantata in duetto da Carla Boni e Gino Latilla, ed incisa anche dal Quartetto Cetra, mentre nel 1956 scrisse il testo di Il valzer di Natascia, su musica di Nino Rota, per il film Guerra e pace di King Vidor.

Nel 1960 partecipa al Festival di Milano con Occhi bellissimi, cantata da Emilio Pericoli.
Si dedica anche alle cover, scrivendo in italiano il testo di canzoni come Angeli negri (cantata da Don Marino Barreto Junior e reincisa anche alcuni anni dopo da Fausto Leali), Blu gardenia, Milord (scritta da Georges Moustaki per Édith Piaf ed incisa in italiano da Milva), Pezzettini di bikini, Colpa della bossa nova (cover di Blame It On The Bossa Nova), E il treno va (cover di 500 miles del folksinger americano Hedy West ed incisa da Richard Anthony, esecutore anche della versione in francese J'entends siffler le train), Tom Dooley.
Alla fine degli anni '50 collaborò anche con Adriano Celentano, per cui scrisse il testo di Il ribelle e di altri brani. Muore prematuramente nell'estate del 1965 per un infarto, lasciando la moglie, Lidia Clerici e i due figli, Alfredo e Giampaolo Testoni. Riposa nell'edicola familiare al Cimitero Maggiore di Milano.

## Canzoni scritte da Gian Carlo Testoni
In alcune canzoni, Testoni si è firmato usando lo pseudonimo Lidianni
| Anno | Titolo                          | Autori del testo                                  | Autori della musica             | Interpreti                                                         |
| ---- | ------------------------------- | ------------------------------------------------- | ------------------------------- | ------------------------------------------------------------------ |
| 1941 | Come ti chiami?                 | Gian Carlo Testoni                                | Cosimo Di Ceglie                | Pippo Starnazza                                                    |
| 1941 | La marchesa sinforosa           | Gian Carlo Testoni                                | Piero Rizza                     | Pippo Starnazza                                                    |
| 1942 | La barca dei sogni              | Gian Carlo Testoni                                | Cosimo Di Ceglie                | Caterinetta Lescano                                                |
| 1945 | In cerca di te (perduto amor)   | Gian Carlo Testoni                                | Eros Sciorilli                  | Nella Colombo                                                      |
| 1947 | Così com'è                      | Gian Carlo Testoni                                | Enzo Ceragioli                  | Pippo Starnazza                                                    |
| 1947 | Amore baciami                   | Gian Carlo Testoni                                | Carlo Alberto Rossi             | Lidia Martorana                                                    |
| 1948 | Che musetto!                    | Gian Carlo Testoni                                | Enzo Ceragioli                  | Corrado Lojacono Elio Lotti e Enrico Gentile                       |
| 1948 | Ti ho scritto tante volte       | Gian Carlo Testoni                                | Enzo Ceragioli                  | Carlastella, Vittorio Paltrinieri, Franco e i "G.5" e Grazia Gresi |
| 1948 | Che importa se ci vedono        | Gian Carlo Testoni                                | Enzo Ceragioli                  | Nuccia Bongiovanni                                                 |
| 1948 | Hula-Hi                         | Gian Carlo Testoni                                | Enzo Ceragioli                  | Claudio Villa                                                      |
| 1949 | Ore di gelosia                  | Gian Carlo Testoni                                | Enzo Ceragioli                  | Carlastella                                                        |
| 1949 | Non l'amo più                   | Gian Carlo Testoni                                | Enzo Ceragioli                  | Carlastella                                                        |
| 1949 | Batungo Tungo                   | Gian Carlo Testoni                                | Gino Redi                       | Aldo Alvi                                                          |
| 1950 | Disperazione mia                | Gian Carlo Testoni                                | Enzo Ceragioli                  | Natalino Otto, Corrado Lojacono                                    |
| 1950 | La calamita                     | Gian Carlo Testoni                                | Enzo Ceragioli                  | Carlastella e Tino Vailati                                         |
| 1950 | Louisiana                       | Gian Carlo Testoni                                | Carlo Alberto Rossi             | Flo Sandon's                                                       |
| 1951 | Grazie dei fiori                | Gian Carlo Testoni e Mario Panzeri                | Saverio Seracini                | Nilla Pizzi                                                        |
| 1951 | Sotto il mandorlo               | Gian Carlo Testoni e Mario Panzeri                | Carlo Donida                    | Duo Fasano                                                         |
| 1951 | È l'alba                        | Gian Carlo Testoni                                | Armando Trovajoli               | Nilla Pizzi                                                        |
| 1951 | Mi piace litigare               | Gian carlo Testoni                                | Enzo Ceragioli                  | Corrado Lojacono e Nuccia Bongiovanni                              |
| 1952 | Cantate e sorridete             | Gian Carlo Testoni e Fabor                        | Carlo Donida                    | Oscar Carboni                                                      |
| 1952 | Il valzer di Nonna Speranza     | Gian Carlo Testoni                                | Saverio Seracini                | Nilla Pizzi e Duo Fasano                                           |
| 1952 | La collanina                    | Gian Carlo Testoni                                | Dino Olivieri                   | Achille Togliani                                                   |
| 1952 | Mambo al rhum                   | Gian Carlo Testoni                                | Enzo Ceragioli                  | Vera Valli                                                         |
| 1952 | Non così                        | Gian Carlo Testoni                                | Luciano Fancelli                | Luciano Fancelli                                                   |
| 1952 | Rosanella                       | Gian Carlo Testoni                                | Enzo Ceragioli                  | Corrado Lojacono                                                   |
| 1952 | Malinconica tarantella          | Gian Carlo Testoni                                | Enzo Ceragioli                  | Gino Latilla                                                       |
| 1952 | Ninna nanna ai sogni perduti    | Gian Carlo Testoni e Mario Panzeri                | Pier Emilio Bassi               | Nilla Pizzi                                                        |
| 1955 | Mambo Italiano                  | Gian Carlo Testoni e Gaspare Gabriele Abbate      | Bob Merrill                     | Renato Carosone e Lidia Martorana                                  |
| 1956 | Il bosco innamorato             | Gian Carlo Testoni                                | Gorni Kramer                    | Tonina Torrielli                                                   |
| 1956 | Due teste sul cuscino           | Gian Carlo Testoni                                | Furio Rendine                   | Ugo Molinari                                                       |
| 1956 | Anima gemella                   | Gian Carlo Testoni                                | Carlo Alberto Rossi             | Gianni Marzocchi e Clara Vincenzi                                  |
| 1956 | Che Fenomeno!                   | Gian Carlo Testoni                                | Enzo Ceragioli                  | Ernesto Bonino                                                     |
| 1957 | Un filo di speranza             | Gian Carlo Testoni                                | Saverio Seracini                | Gino Baldi e il Duo Fasano; Natalino Otto e il Poker di Voci       |
| 1957 | Valzer di Natscia               | Gian Carlo Testoni e Calibi                       | Nino Rota                       | Jula de Palma                                                      |
| 1957 | Nel giardino del mio cuore      | Gian Carlo Testoni                                | Gorni Kramer                    | Gino Baldi e Jula de Palma                                         |
| 1958 | (Ai romani piaceva) la biga     | Gian Carlo Testoni e Mario Panzeri                | Max Springher                   | Ruggero Oppi                                                       |
| 1958 | Per ore ed ore                  | Gian Carlo Testoni                                | Dino Olivieri                   | Franco e i "G.5"                                                   |
| 1958 | Il vento sa ascoltare           | Gian Carlo Testoni                                | Eldo Di Lazzaro                 | Paolo Bacilieri                                                    |
| 1959 | Adorami                         | Gian Carlo Testoni                                | Umberto Fusco                   | Nilla Pizzi e Tonina Torrielli                                     |
| 1959 | Il ribelle                      | Gian Carlo Testoni                                | Adriano Celentano               | Adriano Celentano                                                  |
| 1959 | La ragazza dai capelli di nylon | Gian Carlo Testoni                                | Piero Umiliani                  | Natalino Otto e Clem Sacco                                         |
| 1959 | O Jim o Jack o John             | Gian Carlo Testoni                                | Aldo Pagani e Paride Miglioli   | Angela                                                             |
| 1959 | Piccola                         | Gian Carlo Testoni                                | Alberto Pizzigoni               | Adriano Celentano e Anita Traversi                                 |
| 1960 | Nessuno crederà                 | Gian Carlo Testoni                                | Gino Mazzocchi                  | Adriano Celentano                                                  |
| 1960 | La dedico a te                  | Gian Carlo Testoni                                | Carlo Rustichelli               | Alida Chelli                                                       |
| 1960 | Milord                          | Georges Moustaki e Gian Carlo Testoni             | Marguerite Monnot               | Isabella Fedeli                                                    |
| 1960 | Concerto d'estate               | Gian Carlo Testoni                                | Angelo Camis                    | Tony Del Monaco                                                    |
| 1960 | A cosa serve soffrire           | Gian Carlo Testoni                                | Adriano Celentano               | Adriano Celentano                                                  |
| 1960 | T'amo così                      | Gian Carlo Testoni                                | Dario Ceccarelli                | Giorgio Gaber                                                      |
| 1962 | Due cipressi                    | Gian Carlo Testoni                                | Pietro Pizzigoni e Angelo Camis | Lucia Altieri e Gian Costello                                      |
| 1963 | Se passerai di qui              | Gian Carlo Testoni                                | Angelo Camis                    | Wilma De Angelis e Flo Sandon's                                    |
| 1963 | Loin (Greensleeves)             | Gian Carlo Testoni                                | (tradizionale)                  | Miranda Martino                                                    |
| 1963 | Un sole caldo caldo caldo       | Gian Carlo Testoni                                | Aldo Salvi                      | Adriano Celentano                                                  |
| 1963 | Colpa della bossanova           | Gian Carlo Testoni                                | Barry Mann e Cynthia Weil       | Eydie Gorme                                                        |
| 1964 | E il treno va                   | Daniele Pace e Gian Carlo Testoni; Jacques Plante | Hedy West                       | Caterina Caselli                                                   |

## Opere
- Gian Carlo Testoni ed Ezio Levi, Introduzione alla vera musica jazz, Magazzino Musicale, Milano 1938
- Gian Carlo Testoni Arrigo Polillo e Giuseppe Barazzetta, Enciclopedia del Jazz, Messaggerie Musicali Milano 1954